# L'Essayeuse
 Pour plus de détails, voir Fiche technique et Distribution
L'Essayeuse est un film pornographique français réalisé par Serge Korber, sous le pseudonyme de John Thomas, sorti en 1975. 

## Fiche technique
- Titre : L'Essayeuse
- Réalisation : Serge Korber (sous le nom de John Thomas)
- Scénario : Michel Vocoret
- Musique : Alain Goraguer (sous le nom de Paul Vernon)
- Pays :  France
- Genre : film pornographique
- Mention CNC : Classement X (pornographique) (visa d'exploitation no 44432 délivré le 21 août 1975)[1]
- Date de sortie : 15 octobre 1975 (France)[2]

## Distribution
- Alain Saury : Étienne
- Isabelle Bourjac : Karine
- Emmanuelle Parèze : Lena
- Pierre Danny : M. André
- Martine Grimaud : Jung
- Manu Pluton : le premier serviteur noir
- Yvon Etifier
- Charlie Schreiner : Mario, le serveur
- Jacqueline Doyen : la cliente âgée
- Cyril Val : le cycliste
- Marco Paul
- Liliane Allan
- Richard Allan
- Gabriel Pontello
- Marie-José Pontello
- Marlène Myller
- Gilbert Servien : un client
- Claudine Beccarie

## Production

### Genèse et développement
En 1975, François Truffaut, Serge Korber et Claude Chabrol évoquent lors d’une réunion amicale le poids de la censure. Ils font un pari, que Serge Korber qualifie avec le recul d’un peu stupide : réaliser un film pornographique. Le nom de Serge Korber est tiré au hasard parmi les trois réalisateurs et il réalise L'Essayeuse, l’idée étant de faire reculer la censure. 

## Sortie et accueil

### Sortie du film et box-office
Le film était auto-produit, et les distributeurs, UGC et SND, très demandeurs. Parce que l’État introduit en 1975 le classement X pour les films pornographiques, L'Essayeuse obtient le 21 août 1975 un visa de contrôle No 44432 par le CNC. En cinq semaines de projections dans une dizaine de salles de cinéma (date de sortie en salle : le 9 septembre 1975), près de 69 000 spectateurs ont pu voir ce film. Sur l'ensemble du territoire français, le film totalise 864 654 entrées.

### Problèmes avec la censure
Dans la foulée, 45 associations de vertus se liguent et portent plainte contre le film auprès de la justice afin que ce dernier soit retiré des salles de cinémas. Parmi ces associations, le Comité de liaison pour la dignité et de la personne humaine (CLDPH) affirme même : « Nous disons que ces producteurs de films devraient aller en prison et être empêchés de nuire ». Le président des AFC (Associations familiales et catholiques) affirme également à l’époque : « Nous avons cherché un film faisant l’étalage de toutes les perversions sexuelles, bâti sur un scénario lamentable, bref, un film sans aucune qualité artistique, ou alibi intellectuel. L’Essayeuse correspondait parfaitement à ce profil ». Bien que le film ne soit pas plus obscène et de mauvais goût que les autres films de ce genre, les plaignants veulent ici faire un exemple. Le 8 novembre 1976, la 17e chambre correctionnelle de Paris demande la destruction du corps du délit pour incitation à la débauche et à la dépravation, le réalisateur, le producteur, les techniciens, les acteurs, ainsi que le scénariste sont d'abord condamnés (pour atteinte à la dignité humaine) à des amendes allant de 400 à 10 000 francs pour outrages aux bonnes mœurs. La condamnation est confirmée et amplifiée en appel le 10 juin 1977, les amendes allant cette fois de 3 000 à 18 000 francs, la cour d'appel ordonnant, pour la première fois en France depuis la guerre, « la saisie et la destruction du négatif et de toutes les copies du film ayant servi à commettre le délit ».
Le film est interdit, sa copie brûlée, et Serge Korber condamné à une lourde amende. La mort de Jean Gabin le 15 novembre 1976 advient en même temps que le jugement de la 17e chambre correctionnelle de Paris est rendu. Charlie Hebdo titre : « Cinéma français deux morts : Jean Gabin - L'Essayeuse ». La procédure pénale a duré deux ans : Serge Korber a donc pu réaliser d'autres films porno durant les années 1975-1977, sous le même pseudonyme, John Thomas, avec comme interprètes réguliers Alain Saury (son acteur dans trois films), Richard Darbois, Bob Asklöf, Gabriel Pontello, Richard Allan, Emmanuel Pluton, Emmanuelle Parèze, Sylvia Bourdon. Dans le film 3001. L'odyssée de l'extase, il a utilisé des plans de L'Essayeuse : deux scènes de viol d'Emmanuelle Parèze par le gang. Après sa condamnation définitive le 10 juin 1977, Serge Korber paye une amende de 18 000 francs et dit adieu à la pornographie. Mais, avant sa mort, il affirme : « Je ne regrette rien, c'était très amusant à faire, il n'y avait aucun vice ».
Plusieurs personnalités dont des critiques réclament en 2013 la réhabilitation de « cet excellent film" », qu'ils qualifient rétrospectivement de « film martyr de censure ».